# ラジャ・ゴズネル
ラジャ・レイモンド・ゴズネル（Raja Raymond Gosnell, 1958年12月9日 - ）はアメリカ合衆国カリフォルニア州ロサンゼルス出身の映画監督。主にファミリー向け実写映画を手掛ける。

## 人物
映画編集者として『ホーム・アローン』『プリティ・ウーマン』『ミセス・ダウト』などの作品を手がける。1998年の『ホーム・アローン3』で映画監督としてデビュー。

## 主な監督作品
- ホーム・アローン3 Home Alone 3 (1998)
- 25年目のキス Never Being Kissed (1999)
- ビッグママ・ハウス Big Momma's House (2000)
- スクービー・ドゥー Scooby-Doo (2002)
- スクービー・ドゥー2 モンスターパニック Scooby Doo 2: Monsters Unleashed (2004)
- ヘレンとフランクと18人の子供たち Yours, Mine and Ours (2005)
- ビバリーヒルズ・チワワ Beverly Hills Chihuahua (2008)
- スマーフ The Smurfs (2011)
- スマーフ2 アイドル救出大作戦! The Smurfs 2 (2013)